# Plaine de Shippagan
La Plaine de Shippagan ou tout simplement la Plaine est une région naturelle du Nouveau-Brunswick, qui s'étend sur plus de dix kilomètres. L'altitude est très basse et le terrain est principalement composé de tourbières. La plaine est très peu habitée. Les communautés de Shippagan, Le Goulet, Saint-Simon et Évangeline sont situées autour de cette région.
Quelques compagnies (Fafard, Jiffy) exploitent la tourbe de la plaine.
La plaine compte quelques spécimens protégés d'aigle à tête blanche (Pygargue à tête blanche), dont on peut voir des nids sur des poteaux le long de la route 113.